# El Infiernillo
El Infiernillo är en ort i Mexiko.   Den ligger i kommunen Medellín och delstaten Veracruz, i den sydöstra delen av landet, 300 km öster om huvudstaden Mexico City. El Infiernillo ligger 15 meter över havet och antalet invånare är 123.
Terrängen runt El Infiernillo är mycket platt. Runt El Infiernillo är det ganska glesbefolkat, med 43 invånare per kvadratkilometer. Närmaste större samhälle är Las Amapolas, 18,1 km norr om El Infiernillo. Trakten runt El Infiernillo består till största delen av jordbruksmark.